# Harry Martinson
Harry Edmund Martinson (ur. 6 maja 1904 w Jämshög, zm. 11 lutego 1978 w Sztokholmie) – szwedzki pisarz, poeta, dramaturg i malarz. Członek Akademii Szwedzkiej. Laureat m.in. Nagrody Nobla w dziedzinie literatury w 1974.

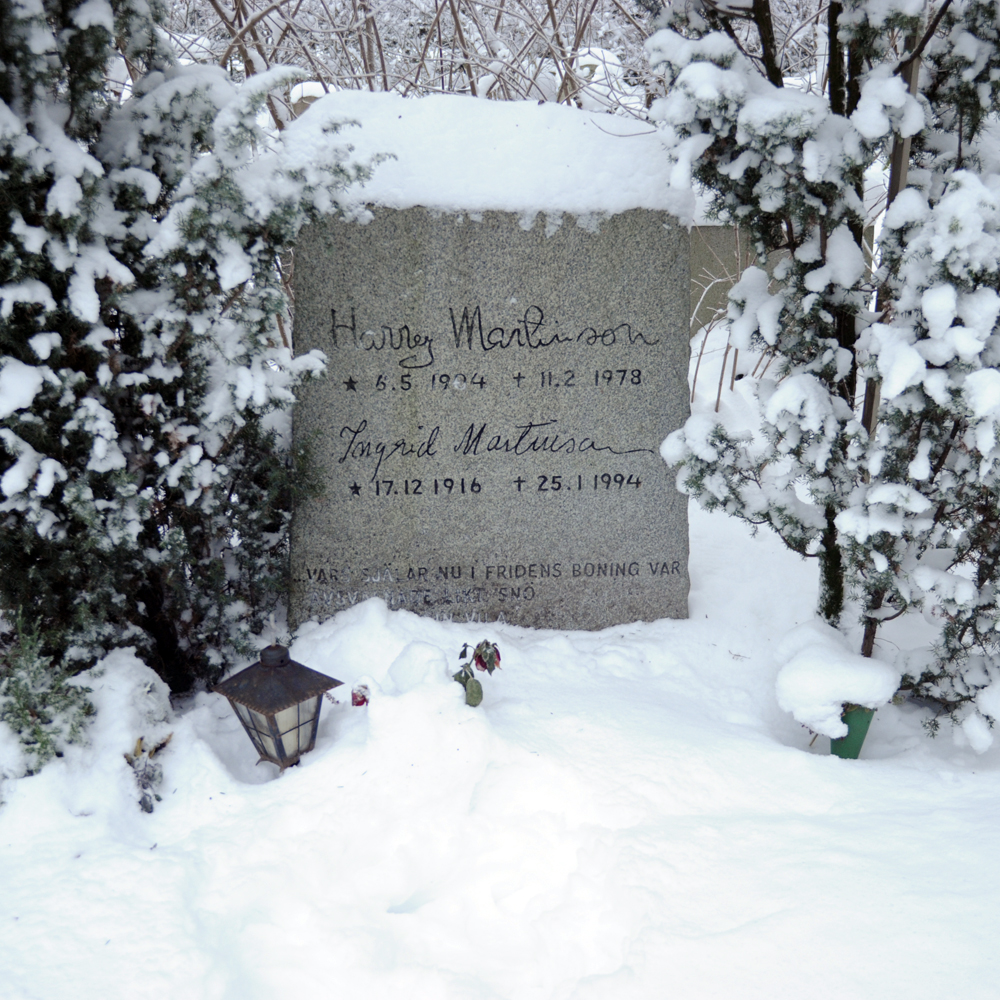
Nagrobek Harry Martinsona w Silverdal, Sollentuna – koło Sztokholmu

## Życiorys

### Młodość
Harry Martinson urodził się w 1904 w miejscowości Jämshög w prowincji Blekinge. Jego ojcem był marynarz Martin Olofsson, zaś matką Bengta Svensdotter. Gdy chory na gruźlicę ojciec umarł w 1910, matka wyjechała do USA, zostawiając liczne swoje potomstwo w kraju na utrzymaniu lokalnej społeczności. Miejscowa parafia umieściła Martinsona w rodzinie zastępczej. Młody pisarz wielokrotnie zmieniał opiekunów. Był również wychowankiem ośrodka dla chłopców Skeppsgossekåren w Karlskronie.
Gdy miał 16 lat, Harry Martinson zaciągnął się w Göteborgu na statek Willy. Przez siedem lat pływał po morzach, wykonując zawód marynarza pokładowego, palacza i węglarza. W tym czasie Martinson zwiedził kraje całego świata, pracując jednocześnie jako robotnik portowy w Chinach, Indiach i Ameryce Południowej. Zaczął wieść wędrowny tryb życia (przeszedł pieszo przez Urugwaj do Brazylii), jednak w 1927 roku zapadł na gruźlicę i musiał powrócić do Szwecji. Przeżycia z tego okresu wielokrotnie przewijały się w jego twórczości.

### Początki pisarstwa
Martinson zadebiutował w 1927 wierszem Sanningsökare (Poszukiwacz prawdy) w tygodniku „Arbetaren” („Robotnik”). Pierwszą książkę wydał w 1929, był to zbiór wierszy Spökskepp (Statek widmo).
W środowisku lewicowców i syndykalistów poznał starszą od siebie o czternaście lat pisarkę Moę Martinson. W 1929, po śmierci męża pisarki, Martinson ożenił się z nią i przeprowadził się do Johannesdal w gminie Ösmo.
W tym samym roku wraz z czterema innymi młodymi pisarzami (Arturem Lundkvistem, Gustavem Sandgrenem, Erikem Asklundem i Josefem Kjellgrenem) wydał antologię Fem unga (Pięciu młodych). Pozycję znaczącego poety młodego pokolenia utrwalił wydany w 1931 tom wierszy Nomad (Nomada). W tym tomiku po raz pierwszy w twórczości Martinsona pojawił się motyw „wędrowcy świata”, który od tej pory stale towarzyszył twórczości pisarza. Poezja Martinsona zamieszczona w tym i pozostałych tomach wierszy miała charakter impresjonistyczny. Poeta głosił w nich filozofię radości życia i witalizmu. Siła jego wierszy opierała się na bardzo konkretnym i precyzyjnym obrazowaniu sięgającym po motywy przyrodnicze, używanym do przeprowadzania szerokich poetyckich wizji. Tom wierszy wydany w 1934 Natur (Przyroda) opisywał piękno przyrody.
Powieści pisane przez Martinsona w latach 30. miały charakter autobiograficzny. I tak na przykład Nässlorna blomma (Pokrzywy kwitną), 1935 oparta jest na wątkach z jego trudnego dzieciństwa, zaś wspomnienia swoich włóczęg po morzach świata zawarł m.in. w Kap Farväl! (Przylądek Żegnaj!), 1933.
Oprócz pisarstwa Harry Martinson w latach 30. XX wieku zajmował się malarstwem. Szczególnie płodne malarsko były lata 1933–1935. W 1934 pisarz wraz z żoną wyjechał do Moskwy na kongres pisarski, w którym uczestniczyli również sympatyzujący z komunizmem pisarze zachodni m.in. Louis Aragon. Zdobyta tam wiedza na temat komunistycznego państwa radzieckiego wpłynęła na poglądy i postawę Martinsona. W związku z tym później, w latach wojny radziecko-fińskiej 1939–1940 najpierw aktywnie nawoływał do wyruszenia na front, a następnie jako ochotnik zaciągnął się do szwedzkiego korpusu i brał czynny udział w kampanii wojennej, pracując na tyłach wojsk. Przeżycia z okresu wojny radziecko-fińskiej opisał w książce Verklighet till döds (Rzeczywistość do śmierci), 1940. Udział w wojnie doprowadził do nawrotu choroby płuc, przez co pisarz został zdemobilizowany.

### Czasy uznania
W 1941 Martinson po separacji rozwiódł się z Moa, zaś rok później ożenił się z Ingrid Lindcrantz, który to związek przetrwał do jego śmierci. Martinson miał z Ingrid dwie córki Harriet i Evę. Początkowo zamieszkali w Tureberg, a później w Vårdinge w Södermanlandzie.
W tym czasie pisarz zdobył pozycję cenionego, dojrzałego autora. Jego najsłynniejsza powieść Vägen till Klockrike (Droga do Klockrike) wydana została w 1948. Książka ta to zbiór przypowieści o losie ludzkim snutych na kanwie życia głównego bohatera – włóczęgi. Jako ceniony pisarz, Martinson został w 1949 członkiem Akademii Szwedzkiej (miejsce nr 15). Był on pierwszym członkiem Akademii pochodzącym z klasy robotniczej. Kolejnym wyrazem szacunku społecznego było nadanie mu doktoratu honoris causa przez Uniwersytet w Göteborgu w 1954.
W latach 40. i 50. pisarz ponownie skupił się na malarstwie. Najchętniej malował motywy przyrodnicze (ptaki, drzewa, rośliny), martwą naturę (lampy naftowe) i łodzie na morzach południowych.
Utworem, który przyniósł mu największą sławę był opublikowany w 1956 poemat epicki Aniara. Złożony ze 103 pieśni utwór przedstawia pesymistyczną wizję dalekiej przyszłości. Tytułowa Aniara jest statkiem kosmicznym, niosącym na swoim pokładzie osiem tysięcy uciekinierów z Ziemi, którzy ratują się przed katastrofą atomową. Kolejne pieśni stanowią odsłony alegorycznej, pozbawionej podstawowych wartości duchowych, historii ludzkości. Poemat ten został zaadaptowany jako opera, której muzykę skomponował Karl-Birger Blomdahl, a libretto opracował Erik Lindegren, i wystawiony przez Szwedzką Operę Narodową w roku 1959. W latach 60. XX wieku opera trafiła na wiele scen w całej Europie, m.in. w Hamburgu, Brukseli i Darmstadzie.
W latach 1952–1970 Martinson mieszkał w Gnescie, niedaleko Sztokholmu. Poświęcił się tam pasji kolekcjonerskiej. Zbierał przeróżne etykiety, ozdobne pudełka, puszki i butelki z całego świata. Z przedmiotów swojej kolekcji stworzył dla siebie i swoich córek „skład towarów kolonialnych”, który następnie przekazał do muzeum w Jämshög, gdzie zbiór pisarza umieszczono w dawnym budynku jego szkoły.
W 1970 Martinson wrócił do Sztokholmu.

### Czasy krytyki
Rozmach artystyczny i powodzenie Aniary oraz odejście od głoszenia lewicowych poglądów spowodowały, że następne poczynania literackie Martinsona były odbierane negatywnie przez krytykę. Takie właśnie przyjęcie miał uważany obecnie za jedno z największych osiągnięć szwedzkiej liryki zbiór wierszy Vagnen (Wóz) z 1960. Zdesperowany Martinson porzucił wydawanie poezji na 10 lat.
W wywiadzie dla Röster i radio-TV (nr 33 1961) Martinson powiedział: „Piszę, co piszę, bo jestem buddystą. Nie religijnym, ale moralno-filozoficznym”. Jego spojrzenie na świat było mocno osadzone w buddyzmie i taoizmie. Jego buddyjski światopogląd nie zawsze był poważnie traktowany przez otoczenie. Martinson miał bowiem religijny pochówek, a jeden z jego wierszy (De blomster som i marken bor) znalazł się w szwedzkim zbiorze hymnów kościelnych.
W 1974 otrzymał obok Eyvinda Johnsona Literacką Nagrodę Nobla za twórczość, która „sięga po kroplę rosy i odbija kosmos”. Przyznanie nagrody spowodowało kolejną falę krytyki pod adresem Martinsona oraz Johnsona – obaj byli członkami przyznającej nagrody Akademii Szwedzkiej. Nieuchronny w tym kontekście był zarzut, że Akademia nagrodziła „swoich”. Ten zarzut był tym silniejszy, że utwory obu autorów nie były tak szeroko znane na świecie, jak w wypadku innych laureatów, a przyznanie nagrody nie wpłynęło na większe ich rozpowszechnienie. Należy jednak zwrócić uwagę na fakt, że utwory te są bardzo silnie osadzone w języku szwedzkim, co powoduje, że bardzo trudno je przełożyć na inne języki.
Harry Martinson mocno brał sobie do serca głosy krytyczne kierowane pod jego adresem. W 1978, w Sztokholmskim szpitalu, pisarz popełnił samobójstwo dokonując seppuku nożyczkami. Jego grób znajduje się w Sollentunie koło Sztokholmu. Szczegóły dotyczące jego śmierci zostały opisane we wspomnieniach Larsa Gyllenstena.

## Utwory

### Powieści
- Nässlorna blomma (1935)
- Vägen ut (1936)
- Den förlorade jaguaren (1941)
- Droga do Klockrike (Vägen till Klockrike, 1948), tłumaczenie polskie Maria Olszańska, Wydawnictwo Poznańskie, Poznań, 1972

### Eseje
- Resor utan mål (1932)
- Kap farväl (1933)
- Svärmare och harkrank (1937)
- Midsommardalen (1938)
- Det enkla och det svåra (1938)
- Verklighet till döds (1940)
- Utsikt från en grästuva (1963)

### Zbiory poezji
- Spökskepp (1929)
- Nomad (1931)
- Natur (1934)
- Passad (1945)
- Cikada (1953)
- Aniara (1956)
- Gräsen i Thule (1958)
- Vagnen (1960)
- Dikter om ljus och mörker (1971)
- Tuvor (1973)

#### Wydania pośmiertne
- Längs ekots stigar (1978)
- Doriderna (1980)

### Słuchowiska
- Gringo
- Salvation (1947)
- Lotsen från Moluckas (1948)

### Dramaty
- Tre knivar från Wei (1964)

### Psalmy
- De blomster som i marken bor

### Adaptacje filmowe
- Vägen till Klockrike, 1953
- Aniara, 2018

## Nagrody i wyróżnienia
- De Nios stora pris (1938)
- Svenska Dagbladets litteraturpris (1944)
- Gustaf Fröding-stipendiet (1947)
- Övralidspriset (1949)
- Bellmanpriset (1951)
- BMF-plaketten (1954)
- Nagroda Doblouga (1954)
- Doctor honoris causa Uniwersytetu w Göteborgu (1954)
- Litteraturfrämjandets stora pris (1955)
- Bellmanpriset (1962)
- Sveriges Radios Lyrikpris(1967)
- Evert Taube-stipendiet (1968)
- Nagroda Nobla w dziedzinie literatury (1974)